# Rémon Biermann
Rémon Leopold Biermann (* 11. Dezember 1935 in Hamburg) ist ein deutscher Jazz- und Unterhaltungsmusiker (Trompete, Komposition), der auch unter den Aliasnamen Leopold Antwerpen und Mac Monster tätig war.

## Wirken
Biermann gründete mit 17 Jahren mit der Blue Combo seine erste eigene Band, mit der er dreimal das Blaue Band in Hamburg gewann. Er studierte an der Heinrich-Schenker-Akademie in Hamburg und spielte als Trompeter im Hamburger Kammerorchester des NWDR, dann bei den Hamburger Symphonikern. Er arbeitete als Songwriter („She Is Gone“, „Night Time“), Arrangeur und Musikproduzent. Als Instrumentalist trat er im In- und Ausland in den Bands von Bert Kaempfert und James Last auf, leitete aber auch eigene Gruppen wie die Mac Monster Hammond Company oder die Mexican-Marimba-Band. Als Solotrompeter ist er auf über 20 Alben mit Titeln wie Trumpets for Lovers und Tijuana Party zu hören. Von Anfang der 1980er Jahre bis 2000 war Biermann Erster Trompeter im Polizeiorchester Hamburg. Bis 2015 spielte er regelmäßig mit der Big-Band des Hamburger  Cotton Club. 